# Bullerbyne
Bullerbyne je hudební skupina z Brna, založená v roce 1994. Je jednou z prvních elektronických hudebních skupin 90. let v České republice.

## Historie

### Vznik
Vznikla z původně elektroindustriálni formace Neue Sprache, kterou tvořili Luboš Mikula, Marek Pavlas a Petr Vaněk. V krátké době se stala skupina populární a koncertovala po všech významných klubech v České republice. Po odchodu Petra Vaňka z kapely začali zbývající členové komponovat více ambientní a elektroničtější hudbu a založili Bullerbyne.

### Crappy Crispy Magic Music
V roce 1997 vychází jejich debutové album Crappy Crispy Magic Music, které si skupina vydala sama a v krátké době zcela vyprodala. Největšími hity z této desky byly skladby „Warez“ a „Too Much Power“, kterou kritika přirovnávala k skladbám od skupiny Underworld. Píseň „Right To Be Here“ nazpíval Mario Feinberg ze skupiny Narvan. V roce 1997 začal s kapelou hrát na koncertech klávesista Boleslav Březovský, o dva roky později kapelu opouští jeden ze zakládajících členů Marek Pavlas. Luboš Mikula alias Lupo se stěhuje z Brna do Prahy a dále se věnuje komponování skladeb a remixování pro jiné kapely jako např. Priessnitz, Here, Swordfishtrombones, OK Band). Na koncertech s kapelou začali vystupovat také bubeník 'Onehalph', kytarista 'Vídeňák' a baskytarista Jiří Schneider.

### My Private Revolt
Více než deset let si museli jejich fanoušci počkat na druhé album, které vyšlo v listopadu 2007 na labelu X Production. Bullerbyne v novém pětičlenném složení se nechali inspirovat new wave soundem 80. let. My Private Revolt natočili pod dohledem zvukového mága Ecsona Waldese, promosingl „My Little Pony“ vyšel na výběrech časopisů Filter a Report. Filter tuto desku označil za jedno z největších českých překvapení roku a nominoval ji na desku roku.

## Galerie

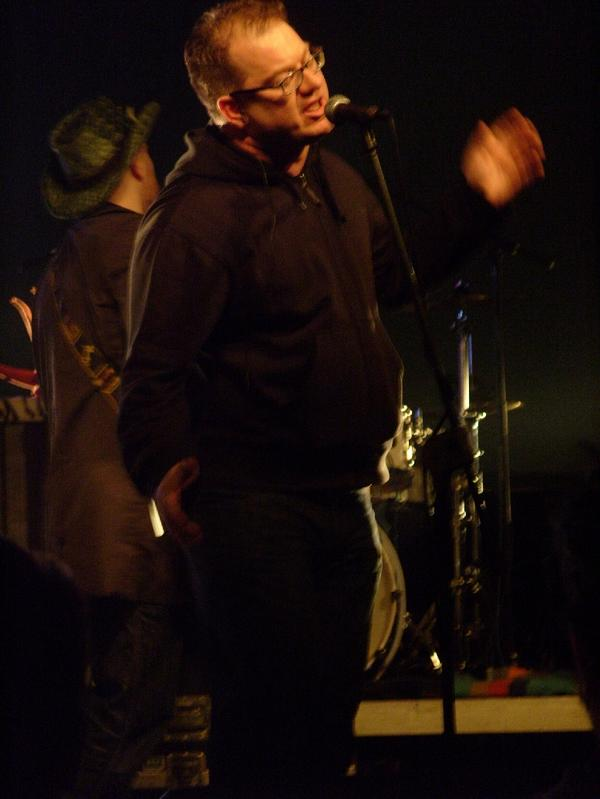
Luboš Mikula během vystoupení Brně
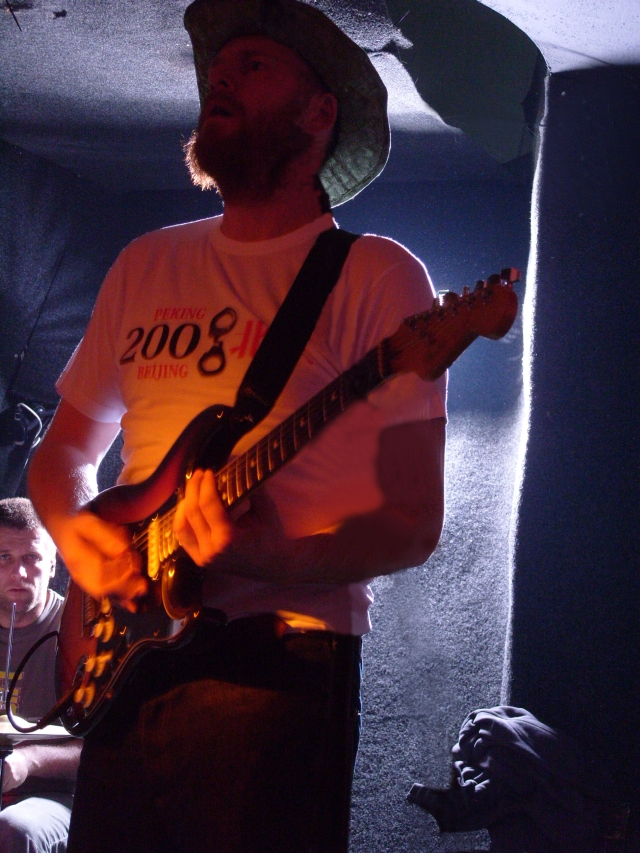
Petr Vídeňský v Olomouci

## Diskografie
- 1997: Crappy Crispy Magic Music
- 2007: My Private Revolt